# Gago Drago
Gago "Drago" Aroetjunjan (Verinshen, 8 de marzo de 1985) es un luchador armenio de Kickboxing que actualmente combate con nacionalidad Holandesa. Empezó como compañero de sparring de otros conocidos luchadores como Sahin "Kaas" Yakut y Dennis "Rus" Sharoykin. Gago Drago se ha convertido en uno de los mejores luchadores holandeses. Gago, que destaca por su gran variedad de patadas y por la constancia de su ataque, compite actualmente en eventos de K-1 MAX.

## Biografía
En 1989, con cuatro años, Gago se trasladó de Armenia a los Países Bajos con su padre. A los 14 años comenzó a entrenar Kickboxing en el gimnasio Alkmaar. Allí demostró enseguida que tenía un gran potencial como luchador.
Mientras tanto Gago Aroetjunjan, que cambió su nombre por "Gago Drago" había ganado a los grandes nombres del kickboxing alemán y belga. Durante esta época un hecho remarcable es que debido a su visado no pudo combatir fuera de los países de la Benelux hasta 2005.
Drago tiene un estilo muy agresivo, siempre moviéndose hacia adelante y presionando al adversario. Sus mejores armas son sus patadas impredecibles y sus combinaciones de puños, pero sobre todo, su tenacidad y arrojo.
En carrera como luchador, Drago a vencido a rivales como: Murat Direcki, Ole Laursen, Albert Kraus, Ray Staring ...
Ha perdido contra William Diender y Ondrej "Hutnik" Spejbl empató contra Alviar Lima. Entre 2002 hasta febrero de 2006 Drago permaneció cuatro años imbatido, hasta que perdió contra Faldir Chahbari durante un evento de la WFCA en Holanda el 5 de febrero de 2006.
El 6 de abril de 2006 Gago peleó en su primer combate de K-1 MAX en el "K-1 World MAX 2006 - World Tournament Open". En el combate final luchó contra el danés Ole Laursen al que venció clasificándose para el K-1 World MAX 2006.
El 13 de mayo de 2006 combatió contra Ray Staring en una "Superfigth" del K-1 World Grand Prix en Ámsterdam perdiendo en los puntos.
Dos meses después, el 30 de junio de 2006 luchó en su primer evento de "K-1 World MAX 2006". En el primer combate venció a Albert Kraus clasificándose para la semifinal. En la semifinal se enfrentó a Buakaw Por Pramuk quien venció por KO en el segundo asalto.

## Títulos
- Benelux Muay Thai Champion